# Daniel Castellanos
Daniel Castellanos, [dani̯ˑel kasteʎˑanos], vollständiger Name Daniel Castellanos Arteaga, (* 21. Dezember 1882 in Montevideo; † 1968 oder 1969) war ein uruguayischer Außenminister und Diplomat.
1930 soll er während der Regierungszeit von Juan Campisteguy das Amt des Botschafters Uruguays in Spanien innegehabt haben.
Von 31. Dezember 1947 bis zum 12. August 1949 und erneut vom 1. März 1952 bis zum 22. April 1952 war er Außenminister Uruguays.